# تال، اشتیریا
تال اشتیریا (به آلمانی: Thal) یک منطقهٔ مسکونی در اتریش است که در ناحیه گراز واقع شده‌است. تال اشتیریا ۱۸٫۵۷ کیلومتر مربع مساحت دارد ۴۴۰ متر بالاتر از سطح دریا واقع شده‌است.